# Perilestes attenuatus
Perilestes attenuatus – gatunek ważki z rodziny Perilestidae. Występuje na terenie Ameryki Południowej.